# Before We Drown
„Before We Drown“ je píseň britské elektronické hudební skupiny Depeche Mode z jejího patnáctého studiového alba Memento Mori, jež vyšla 9. února 2024 jako šestý singl z alba.

## Seznam skladeb
Digitální stažení (Remixes)
1. „Before We Drown“ (AC Wet Mix) – 5:03
2. „Before We Drown“ (SiGNL Remix) – 7:04
3. „Before We Drown“ (Innellea Remix) – 5:55
4. „Before We Drown“ (Chris Avantgarde Remix) – 3:51

12″ (limitovaná edice)
Strana A
1. „Before We Drown“ (Chris Avantgarde Remix)
2. „Before We Drown“ (AC Wet Mix)

Strana B
1. „People Are Good“ (Indira Paganotto Psy Remix)
2. „People Are Good“ (AC Fool Mix)

## Umístění v žebříčcích
| Žebříček (2024)                     | Pozice |
| ----------------------------------- | ------ |
| UK Singles Sales (UK Singles Chart) | 16     |